# Пшепюрув
Пшепюрув (пол. Przepiórów) — село в Польщі, у гміні Іваніська Опатовського повіту Свентокшиського воєводства.
Населення — 251 особа (2011).
У 1975-1998 роках село належало до Тарнобжезького воєводства.

## Демографія
Демографічна структура на день 31 березня 2011 року:
|          | Загалом | Допрацездатний вік | Працездатний вік | Постпрацездатний вік |
| -------- | ------- | ------------------ | ---------------- | -------------------- |
| Чоловіки | 132     | 23                 | 90               | 19                   |
| Жінки    | 119     | 27                 | 63               | 29                   |
| Разом    | 251     | 50                 | 153              | 48                   |